# Danger Island
Danger Island è l'isola più occidentale e meridionale del Banco delle Chagos, la più grande struttura di atolli corallini al mondo, situata nell'arcipelago Chagos nell'oceano Indiano. Il nome, Danger Island, le fu dato da Archibald Blair (tenente della Royal Indian Navy).

## Descrizione
È un'isola lunga 2 km e piatta, con una larghezza massima di 400 m, ricoperta da alti alberi di cocco. Il suo nome probabilmente deriva dalla mancanza di un ancoraggio sicuro, che rendeva ogni approdo pericoloso per la nave e l'equipaggio. L'isola più vicina è l'Isola Sea Cow, la più meridionale delle Isole Eagle che si trova a 16 km a Nord-Est.

## Storia
Non ci fu mai un insediamento permanente su Danger Island, nemmeno all'epoca in cui le Isole Chagos erano abitate (tra la metà del XVIII e la metà del XX secolo). Tuttavia, occasionalmente, i lavoratori delle piantagioni provenienti da altre isole venivano per raccogliere le noci di cocco.

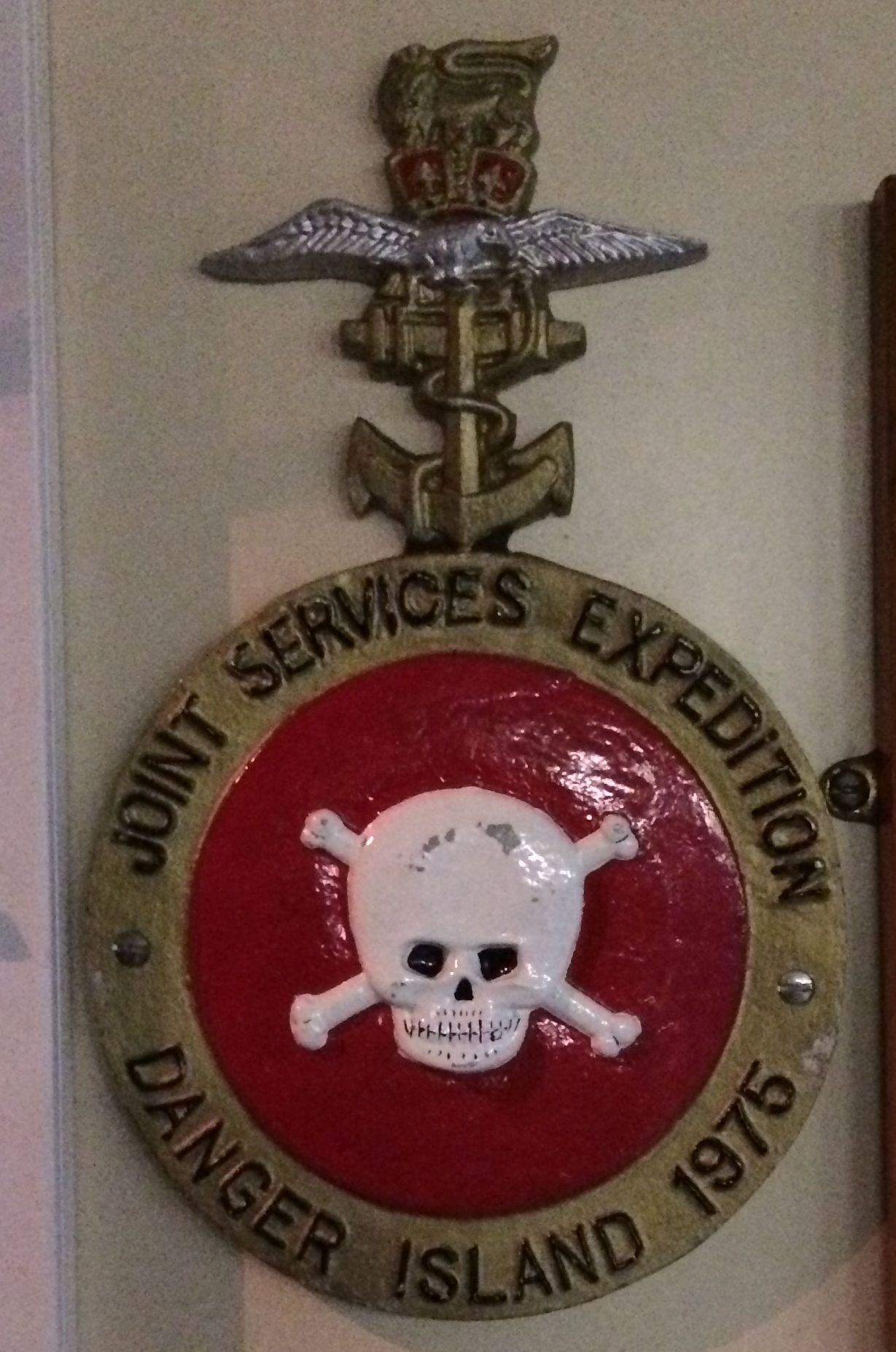
Targa che commemora la spedizione del 1975 a Danger Island

Nel 1975 ci fu una spedizione a Danger Island da parte dei Joint Services (JSDI). I membri della spedizione vennero trasportati a bordo della RFA Resurgent alle Isole Eagle e poi a bordo di una checchia e dei gommoni a Danger Island e a Tre Fratelli. La spedizione ha effettuato un rilievo topografico della barriera corallina, un'indagine ecologica dei coralli presenti su di essa e uno studio sul metabolismo della barriera. È stata inoltre realizzata una raccolta di riferimento di campioni della flora e della fauna della zona.
In seguito al Regolamento sulle Riserve Naturali Integrali emanato il 18 settembre 1998, Danger Island, comprese le sue acque territoriali e la barriera corallina circostante, è diventata una Riserva Naturale Integrale.
Danger Island è stata anche identificata come una Important Bird Area da BirdLife International . Gli uccelli per i quali l'isola ha un'importanza per la conservazione includono le sule piedirossi (3 500 coppie riproduttive) e le sterne brune (11 000 coppie).
La spedizione del Chagos Trust del 2012 sbarcò sull'isola con qualche difficoltà: fu necessario nuotare da un gommone al largo e, a causa della forte risacca, non tutti riuscirono a mettere piede sull'isola. Coloro che riuscirono a sbarcare segnalarono una buona copertura arborea di alberi di latifoglie, in particolare Pisonia, e una sana comunità volatile. Nell'acqua esplorarono un banco poco profondo di fanerogame marine, sperando senza successo, di trovare dugonghi. La spedizione del 2015 visitò l'isola, sbarcando con lo stesso metodo ma con meno difficoltà, e avvistò sule piedirossi e sule fosche e due specie di granchio: il granchio fantasma e il granchio rosso delle Galapagos. Hanno anche notato nidi e tracce di tartarughe e, in acqua, popolazioni di pesci e un certo recupero dei coralli dopo la diffusa morte dell'anno precedente.